# Alexis Vuillermoz
Alexis Vuillermoz (Saint-Claude, 1º giugno 1988) è un ex ciclista su strada ed ex mountain biker francese.
Con caratteristiche da scalatore, è stato professionista dal 2013 al 2024 e ha vinto l'ottava tappa del Tour de France 2015, con arrivo al Mûr-de-Bretagne

## Palmarès

### MTB
- 2006 (Juniores)

Campionati francesi, Cross country Juniores
- 2008

Campionati del mondo, Staffetta a squadre (con Arnaud Jouffroy, Laurence Leboucher e Jean-Christophe Péraud)
Campionati europei, Staffetta a squadre (con Arnaud Jouffroy, Laurence Leboucher e Jean-Christophe Péraud)
- 2009

Campionati francesi, Cross country Under-23
- 2010

Campionati francesi, Cross country Under-23

### Strada
- 2010 (Club Cycliste d'Étupes)

2ª tappa Tour du Jura (Saint-Claude > Saint-Claude, cronometro)
- 2014 (AG2R La Mondiale, una vittoria)

2ª tappa Tour du Gévaudan Languedoc-Roussillon (Mende > Mende)
- 2015 (AG2R La Mondiale, quattro vittorie)

Grand Prix de Plumelec-Morbihan
8ª tappa Tour de France (Rennes > Mûr-de-Bretagne)
Aquece Rio - International Road Cycling Challenge
2ª tappa Tour du Gévaudan Languedoc-Roussillon (Mende > Mende)
- 2017 (AG2R La Mondiale, tre vittorie)

Grand Prix de Plumelec-Morbihan
2ª tappa Tour du Limousin (Fursac > Le Maupuy Les Monts de Guéret)
Classifica generale Tour du Limousin
- 2019 (AG2R La Mondiale, una vittoria)

Drôme Classic
- 2022 (TotalEnergies, una vittoria)

2ª tappa Giro del Delfinato (Saint-Péray > Brives-Charensac)

#### Altri successi
- 2014 (AG2R La Mondiale)

Classifica scalatori La Route du Sud Cycliste

## Piazzamenti

### Grandi Giri
- Giro d'Italia

2014: 11º
2019: 29º
- Tour de France

2013: 46º
2015: 26º
2016: 20º
2017: 13º
2018: non partito (10ª tappa)
2019: 41º
2020: 35º
2022: non partito (10ª tappa)

### Classiche monumento
- Milano-Sanremo

2018: 41º
- Liegi-Bastogne-Liegi

2017: 29º
2018: ritirato
2019: ritirato
2020: ritirato
2022: 20º
2024: 92º
- Giro di Lombardia

2014: ritirato
2015: 15º
2016: 42º
2017: 4º
2022: 29º
2023: 94º

### Competizioni mondiali
- Campionati del mondo di mountain bike

Italia 2005 - Staffetta a squadre: 3º
Nuova Zelanda 2006 - Staffetta a squadre: 4º
Val di Sole 2008 - Staffetta a squadre: vincitore
Val di Sole 2008 - Cross country Under-23: 14º
Canberra 2009 - Staffetta a squadre: 3º
Canberra 2009 - Cross country Under-23: 2º
Mont-Sainte-Anne 2010 - Cross country Under-23: 4º
- Giochi olimpici

Rio de Janeiro 2016 - In linea: 23º
Rio de Janeiro 2016 - Cronometro: 29º

### Competizioni europee
- Campionati europei di mountain bike

Turchia 2007 - Cross country Under-23: 9º
Germania 2008 - Staffetta a squadre: vincitore
Germania 2008 - Cross country Under-23: 6º